# Крацервілл (Пенсільванія)
Крацервілл (англ. Kratzerville) — переписна місцевість (CDP) в США, в окрузі Снайдер штату Пенсільванія. Населення — 394 особи (2020).

## Географія
Крацервілл розташований за координатами 40°51′29″ пн. ш. 76°53′48″ зх. д. / 40.85806° пн. ш. 76.89667° зх. д. (40.858019, -76.896664).  За даними Бюро перепису населення США в 2010 році переписна місцевість мала площу 2,52 км², з яких 2,47 км² — суходіл та 0,06 км² — водойми.

## Демографія
Згідно з переписом 2010 року, у переписній місцевості мешкали 383 особи в 167 домогосподарствах у складі 121 родини. Густота населення становила 152 особи/км².  Було 171 помешкання (68/км²).
Расовий склад населення:
| - 98,7 % — білих - 0,3 % — чорних або афроамериканців |

До двох чи більше рас належало 0,8 %. Частка іспаномовних становила 0,3 % від усіх жителів.
За віковим діапазоном населення розподілялося таким чином: 17,0 % — особи молодші 18 років, 63,4 % — особи у віці 18—64 років, 19,6 % — особи у віці 65 років та старші. Медіана віку мешканця становила 47,8 року. На 100 осіб жіночої статі у переписній місцевості припадало 89,6 чоловіків;  на 100 жінок у віці від 18 років та старших — 87,1 чоловіків також старших 18 років.
Середній дохід на одне домашнє господарство  становив 68 503 долари США (медіана — 56 667), а середній дохід на одну сім'ю — 77 171 долар (медіана — 61 042). За межею бідності перебувало 5,4 % осіб, у тому числі 4,8 % дітей у віці до 18 років та 13,3 % осіб у віці 65 років та старших.
Цивільне працевлаштоване населення становило 263 особи. Основні галузі зайнятості: виробництво — 24,7 %, освіта, охорона здоров'я та соціальна допомога — 22,4 %, роздрібна торгівля — 17,5 %.